# أولريش برينكمان
أولريش برينكمان (بالألمانية: Ulrich Brinkmann )‏ (و. 1942 – 2000 م) هو سياسي، من ألمانيا، ولد في إسن، كان عضوًا في الحزب الديمقراطي الاجتماعي الألمانيشارك في الانتخابات الرئاسية الألمانية 1999 ‏، توفي عن عمر يناهز 58 عاماً.

## مناصب
تولى منصب عضو مجلس الشورى الموحد بادن فورتمبيرغ.